# بيتون دي لا فورنيز
بيتون دي لا فورنيز (بالفرنسية: [pitɔ̃ də la fuʁnɛz])، وهو بركان درعي على الجانب الشرقي من جزيرة ريونيون (مقاطعة ومنطقة ما وراء البحار الفرنسية) في المحيط الهندي. يُعد حاليًا أحد أكثر البراكين نشاطًا في العالم، إلى جانب كيلاويا في جزر هاواي وسترومبولي وإيتنا في إيطاليا وجبل إيرباص في القارة القطبية الجنوبية. بدأ ثوران سابق في أغسطس 2006 وانتهى في يناير 2007. اندلع البركان مرة أخرى في فبراير 2007، في 21 سبتمبر 2008، في 9 ديسمبر 2010، والتي استمرت لمدة يومين، وفي 1 أغسطس 2015. بدأ الإنفجار الأخير في 7 ديسمبر 2020. يقع البركان داخل منتزه ريونيون الوطني، وهو أحد مواقع التراث العالمي.